# Dicyemennea canadensis
Dicyemennea canadensis är en djurart som tillhör fylumet rhombozoer, och som beskrevs av Furuya, Hochberg och Short 2002. Dicyemennea canadensis ingår i släktet Dicyemennea och familjen Dicyemidae. Inga underarter finns listade i Catalogue of Life.